# わたらせ渓谷鐵道WKT-500形気動車
わたらせ渓谷鐵道 WKT-500形気動車 （わたらせけいこくてつどう WKT-500がたきどうしゃ）は、2011年（平成23年）と2015年（平成27年）に各1両が製造されたわたらせ渓谷鐵道の気動車である。わたらせ渓谷鐵道開業時から使用されていたわ89-100形・わ89-200形・わ89-300形の代替を目的として製造された。

## 概要
1989年（平成元年）3月にJR足尾線を第三セクターに転換して開業したわたらせ渓谷鐵道が開業に際して投入したわ89-100形・わ89-200形・わ89-300形の老朽化に伴う代替用として製造された両運転台、トイレなし、ロングシートの新潟トランシス製気動車である。外部塗装は4案の中から乗客の投票で決定された。2011年（平成23年）と2015年（平成27年）に各1両、計2両が製造されている。

## 車体
新潟トランシス製の地方交通線用気動車NDCをベースとする。車体長はわ89-100形・わ89-200形より3,000 mm、わ89-300形より2,000 mm延長された18,000 mm、乗務員室は左隅式で、正面に貫通扉が設けられた。ワンマン運転対応設備が設けられ、客用扉は従来車の折り戸から引き戸となり、運転室直後に1か所、反対側の小窓1枚を挟んだ車端にもう1か所、乗務員扉は運転席側にのみ設けられた。扉間には窓6組が設置され、両車端の2箇所は2段式で下段上昇、それ以外は固定式、戸袋部に窓はない。外部塗装は4案の中から乗客の投票で決定され、従来車と同じ紅銅（べにあかがね）色をベースとし、窓周りがクリーム色、窓下には金色の帯がまかれたものとなった。
車内は1人あたり幅450 mmのロングシート、天井は平天井とされ、室内灯を2列配置するとともに冷房冷気をダクトから吹き出すようになっている。間藤寄運転室右側に車椅子スペースが設けられるなど、バリアフリーに対応した設計となっており、ワンマン運転対応機器も設置されている。
運転台は2ハンドル式で、表示設定はタッチパネルで設定する。力行指令は変速機制御装置で変換され、トランスミッションおよびエンジンに伝達される。
各車には沿線の名所にちなんだ愛称がつけられ、窓下に動物のシルエットのレリーフが取り付けられている。

## 走行装置
エンジンは、新潟原動機製DMF13HZディーゼルエンジン（定格出力243 kW / 2,000 rpm）を1基搭載、動力は変速1速、直結3速のTACN33-1606液体変速機を介して台車に伝達される。前位側台車は2軸駆動の動台車NF01KD、後位側は従台車NF01KDで、いずれもボルスタレス空気ばね式である。落ち葉による空転対策のため、砂まき装置を備えている。制動装置は機関排気ブレーキ併用の電気指令式空気ブレーキが採用され、従来車（わ89形系列）との併結はできない。

## 空調装置
暖房装置はエンジン排熱を利用した温風式である。冷房装置は機関直結式の能力18 kW（15,500 kcal/h）AU26 2基が搭載された。

## 車歴
| 車両番号 | 製造      | 愛称     | 絵柄     | 廃車 |
| -------- | --------- | -------- | -------- | ---- |
| 501      | 2011年2月 | けさまる | いのしし | -    |
| 502      | 2015年3月 | わたらせ | しか     | -    |

## 運用
登場時は他車両と連結できなかったため単行でわたらせ渓谷鐵道桐生駅 – 間藤駅間で運用され、WKT-550形登場後はWKT-550形と連結してトロッコ列車に運用された。WKT-510形登場後は、トロッコ列車運用はWKT-510形とWKT-550形に変更されている。2014年（平成26年）5月22日には、WKT-551 - WKT-511- WKT-501の3両編成でお召し列車として運転された。

### 雑誌記事
- 『レイルマガジン』通巻65号（1989年4月・ネコ・パブリッシング）
  - 「NEW COMER GUIDE わ89形一般車デビュウ」 pp. 61-62

- 『レイルマガジン』通巻66号（1989年5月・ネコ・パブリッシング）
  - 「NEW COMER GUIDE わ89-300形イベント車登場」 pp. 45-46

- 『鉄道ファン』通巻601号（2011年5月・交友社）
  - 「わたらせ渓谷鐵道 WKT-500形」 pp. 92

- 『鉄道ピクトリアル』通巻855号「鉄道車両年鑑2011年版」（2011年10月・電気車研究会）
  - 岸上 明彦「2010年度民鉄車両動向」 pp. 123-154
  - わたらせ渓谷鐵道（株）技術部・運転課 中野 哲「わたらせ渓谷鐵道 WKT-500形」 pp. 156
  - 「民鉄車両諸元表」 pp. 185-186
  - 「各社別新造・改造・廃車一覧」 pp. 210-222

- 『鉄道ピクトリアル』通巻868号「鉄道車両年鑑2012年版」（2012年10月・電気車研究会）
  - わたらせ渓谷鐵道（株）技術部・運転課 中野 哲「わたらせ渓谷鐵道 WKT-550形」 pp. 127-129

- 『鉄道ピクトリアル』通巻868号「鉄道車両年鑑2013年版」（2013年10月・電気車研究会）
  - わたらせ渓谷鐵道（株）技術部・運転課 中野 哲「わたらせ渓谷鐵道 WKT-510形」 pp. 140-141

- 『鉄道ピクトリアル』通巻909号「鉄道車両年鑑2015年版」（2015年10月・電気車研究会）
  - 岸上 明彦「2014年度民鉄車両動向」 pp. 119-151
  - 「車両データ 2014年度民鉄車両」 pp. 237-248

### Web資料
- “わたらせ渓谷鐵道株式会社「WKT-502号」向け主機関を引渡し”.   新潟原動機株式会社 (2015年6月29日). 2017年5月14日閲覧。
- “わたらせ渓谷鐵道でお召列車運転”.   railf.jp (2014年5月23日). 2017年5月16日閲覧。